# Сопряжённый корень
Если задан некоторый неприводимый многочлен {\displaystyle f(x)} над кольцом {\displaystyle K} и выбран некоторый его корень {\displaystyle \alpha } в расширении {\displaystyle K[\alpha ]}, то сопряженным корнем для данного корня {\displaystyle \alpha } многочлена {\displaystyle f(x)} называется любой корень многочлена {\displaystyle f(x)} (иногда, в зависимости от контекста, под сопряженным корнем понимается любой другой корень данного многочлена). Число сопряженных корней неприводимого многочлена равно степени {\displaystyle \operatorname {deg} f} многочлена {\displaystyle f}.
Также говорят, что элементы {\displaystyle \alpha ,\beta } являются сопряженными, если они являются корнями некоторого неприводимого многочлена {\displaystyle f}

## Свойства
- Теорема Виета задает {\displaystyle \operatorname {deg} f} алгебраических соотношений между сопряженными корнями многочлена.
- Если {\displaystyle K} — поле, то Группа Галуа {\displaystyle Gal(K(\alpha ),K)} изоморфна некоторой подгруппе группы перестановок, действующей на множестве сопряженных корней многочлена. Отображение корня в ему сопряженный задает автоморфизм расширения основного поля.

## Примеры
- Если {\displaystyle f(x)=ax^{2}+bx+c} — многочлен 2-й степени, то сопряженные корни имеют вид {\displaystyle r\pm {\sqrt {s}}}.
- Корни из единицы {\displaystyle \varepsilon ^{j}} n-й степени являются сопряженными корнями многочлена {\displaystyle x^{n}-1=0} над {\displaystyle \mathbb {R} (\varepsilon )}